# Marcelo Arévalo
Pour les articles homonymes, voir Arevalo.
Marcelo Arévalo, né le 17 octobre 1990 à Sonsonate, est un joueur de tennis salvadorien, professionnel depuis 2012.
Il a remporté 14 titres ATP en double dont Roland-Garros 2022 et 2024. Il a également atteint la finale du Masters 2024, année lors de laquelle il devient numéro 1 mondial avec son partenaire Mate Pavić.
En double mixte, il a atteint la finale de l'US Open 2021.
Il est le frère du joueur de tennis Rafael Arévalo.

## Carrière
Marcelo Arévalo devient champion d'Amérique centrale et des Caraïbes junior en 2007. Début 2008, il obtient de bons résultats sur le circuit sud-américain et atteint notamment la finale de la Copa Gerdau. Il remporte ensuite le tournoi de Santa Croce en double avec Henri Kontinen, ce qui le classe à la 8e place au classement ITF junior.
Il remporte ses deux premiers tournois Futures au Mexique et au Salvador en 2009. Pour les deux saisons suivantes, il choisit de représenter l'Université de Tulsa et obtient un diplôme de management. Il débute sur le circuit professionnel en 2012 et remporte 9 autres tournois ITF jusqu'en 2016.
Il obtient ses premiers résultats sur le circuit Challenger en 2014 avec un quart de finale à Guadalajara, puis une demie à San Luis Potosí. L'année suivante, il joue une nouvelle demi-finale à Pereira. Il se révèle en 2016 en atteignant une première finale à San Luis Potosí en mars, puis une seconde à Granby en août après avoir notamment battu Stéphane Robert (58e mondial). Ces performances font de lui le premier joueur salvadorien à entrer dans le top 200. Il participe entre-temps à plusieurs tournois du Grand Chelem, également une première pour un joueur de son pays depuis Miguel Merz en 1992, et se qualifie pour le tournoi de Wimbledon en double avec Roberto Maytín. Fin 2017, il s'impose lors du tournoi Challenger de Bogota contre Daniel Galan puis s'incline en finale à Santiago. En avril 2018, il rajoute deux titres à son palmarès acquis à San Luis Potosí et Guadalajara.
Bon joueur de double, il a remporté 17 tournois Challenger dont 10 avec le Mexicain Miguel Ángel Reyes-Varela, son partenaire depuis octobre 2017. En 2018, il dispute le tournoi de Roland-Garros avec James Cerretani et atteint les huitièmes de finale. Lors du tournoi de Wimbledon, associé au chilien Hans Podlipnik-Castillo, il élimine au premier tour la paire Jay Clarke/Cameron Norrie sur le score de 6-4, 6-75, 5-7, 6-4, 22-20, après 5 h 02 d'un match disputé sur trois jours. Il participe peu après à sa première finale sur le circuit ATP à Newport, puis remporte le tournoi de Cabo San Lucas avec Reyes-Varela.
Après y avoir disputé un match sans enjeu en 2005, Marcelo Arévalo débute en Coupe Davis en 2007 contre la République Dominicaine de Víctor Estrella. Il a depuis participé à l'intégralité des rencontres de son équipe et s'est vu remettre un Davis Cup Commitment Award pour son engagement dans la compétition.
En 2022, après deux titres gagnés (et une finale perdue) avec le Néerlandais Jean-Julien Rojer, il remporte son premier titre du Grand Chelem en sauvant 3 balles de match face à la paire Dodig/Krajicek aux Internationaux de France 2022.
Il remporte trois titres en 2023 dont le Masters 1000 de Toronto.
En 2024, en binôme avec Mate Pavić, il remporte 4 titres dont Roland-Garros pour la deuxième fois .
En 2025, le binôme réalise le « Sunshine Double » en reportant les Master 1000 d’ Indian Wells et Miami. Ils gagnent également le Master 1000 de Rome.

## Palmarès

### Titres en double messieurs
| 16 titres en double | 2 G. Chelem | 2 G. Chelem | 2 G. Chelem | 2 G. Chelem | 0 Masters  | 0 Masters  | 0 Masters   | 0 Masters   | 5 Masters 1000 | 5 Masters 1000 | 5 Masters 1000 | 5 Masters 1000 | 0 ATP 500        | 0 ATP 500        | 0 ATP 500        | 0 ATP 500        | 9 ATP 250        | 9 ATP 250        | 9 ATP 250      | 9 ATP 250      | 0 JO           | 0 JO           | 0 JO           | 0 JO           |
| 16 titres en double | 12 sur dur  | 12 sur dur  | 12 sur dur  | 12 sur dur  | 12 sur dur | 12 sur dur | 0 sur gazon | 0 sur gazon | 0 sur gazon    | 0 sur gazon    | 0 sur gazon    | 0 sur gazon    | sur terre battue | sur terre battue | sur terre battue | sur terre battue | sur terre battue | sur terre battue | 0 sur moquette | 0 sur moquette | 0 sur moquette | 0 sur moquette | 0 sur moquette | 0 sur moquette |

| No | Date       | Nom et lieu du tournoi                         | Catégorie    | Dotation     | Surface      | Partenaire                | Finalistes                                | Score             |          |
| -- | ---------- | ---------------------------------------------- | ------------ | ------------ | ------------ | ------------------------- | ----------------------------------------- | ----------------- | -------- |
| 1  | 30-07-2018 | Abierto Mexicano de Tenis Mifel Cabo San Lucas | ATP 250      | 715 455 $    | Dur (ext.)   | Miguel Ángel Reyes-Varela | Taylor Fritz Thanasi Kokkinakis           | 6-4, 6-4          | Parcours |
| 2  | 22-08-2021 | Winston-Salem Open Winston-Salem               | ATP 250      | 717 955 $    | Dur (ext.)   | Matwé Middelkoop          | Ivan Dodig Austin Krajicek                | 65-7, 7-5, [10-6] | Parcours |
| 3  | 07-02-2022 | Dallas Open Dallas                             | ATP 250      | 708 530 $    | Dur (int.)   | Jean-Julien Rojer         | Lloyd Glasspool Harri Heliövaara          | 7-64, 6-4         | Parcours |
| 4  | 14-02-2022 | Delray Beach Open by Vitacost.com Delray Beach | ATP 250      | 593 895 $    | Dur (ext.)   | Jean-Julien Rojer         | Aleksandr Nedovyesov Aisam-Ul-Haq Qureshi | 6-2, 56-7, [10-4] | Parcours |
| 5  | 24-05-2022 | Roland-Garros Paris                            | G. Chelem    | 21 256 800 € | Terre (ext.) | Jean-Julien Rojer         | Ivan Dodig Austin Krajicek                | 64-7, 7-65, 6-3   | Parcours |
| 6  | 17-10-2022 | Stockholm Open Stockholm                       | ATP 250      | 648 130 €    | Dur (int.)   | Jean-Julien Rojer         | Lloyd Glasspool Harri Heliövaara          | 6-3, 6-3          | Parcours |
| 7  | 09-01-2023 | Adelaide International 2 Adélaïde              | ATP 250      | 642 735 $    | Dur (ext.)   | Jean-Julien Rojer         | Ivan Dodig Austin Krajicek                | Forfait           | Parcours |
| 8  | 13-02-2023 | Delray Beach Open Delray Beach                 | ATP 250      | 642 735 $    | Dur (ext.)   | Jean-Julien Rojer         | Rinky Hijikata Reese Stalder              | 6-3, 6-4          | Parcours |
| 9  | 07-08-2023 | National Bank Open presented by Rogers Toronto | Masters 1000 | 6 600 000 $  | Dur (ext.)   | Jean-Julien Rojer         | Rajeev Ram Joe Salisbury                  | 6-3, 6-1          | Parcours |
| 10 | 01-01-2024 | Bank of China Hong Kong Tennis Open Hong Kong  | ATP 250      | 661 585 $    | Dur (ext.)   | Mate Pavić                | Sander Gillé Joran Vliegen                | 7-63, 6-4         | Parcours |
| 11 | 19-05-2024 | Gonet Geneva Open Genève                       | ATP 250      | 579 320 €    | Terre (ext.) | Mate Pavić                | Lloyd Glasspool Jean-Julien Rojer         | 7-62, 7-5         | Parcours |
| 12 | 29-05-2024 | Roland-Garros Paris                            | G. Chelem    | 24 961 000 € | Terre (ext.) | Mate Pavić                | Simone Bolelli Andrea Vavassori           | 7-5, 6-3          | Parcours |
| 13 | 12-08-2024 | Cincinnati Open Cincinnati                     | Masters 1000 | 6 795 555 $  | Dur (ext.)   | Mate Pavić                | Mackenzie McDonald Alex Michelsen         | 6-2, 6-4          | Parcours |
| 14 | 05-03-2025 | BNP Paribas Open Indian Wells                  | Masters 1000 | 9 693 540 $  | Dur (ext.)   | Mate Pavić                | Sebastian Korda Jordan Thompson           | 6-3, 6-4          | Parcours |
| 15 | 23-03-2025 | Miami Open presented by Itaú Miami             | Masters 1000 | 9 193 540 $  | Dur (ext.)   | Mate Pavić                | Lloyd Glasspool Julian Cash               | 7-63, 6-4         | Parcours |
| 16 | 18-05-2025 | Internazionali BNL d'Italia Rome               | Masters 1000 | 8 055 385 €  | Dur (ext.)   | Mate Pavić                | Sadio Doumbia Fabien Reboul               | 6-4,6-78,13-11    | Parcours |

### Finales en double messieurs
| No | Date       | Nom et lieu du tournoi                               | Catégorie    | Dotation     | Surface      | Vainqueurs                                          | Partenaire                | Score               |          |
| -- | ---------- | ---------------------------------------------------- | ------------ | ------------ | ------------ | --------------------------------------------------- | ------------------------- | ------------------- | -------- |
| 1  | 16-07-2018 | Dell Technologies Hall of Fame Open Newport (RI)     | ATP 250      | 557 050 $    | Gazon (ext.) | Jonathan Erlich Artem Sitak                         | Miguel Ángel Reyes-Varela | 6-1, 6-2            | Parcours |
| 2  | 15-07-2019 | Hall of Fame Open Newport (RI)                       | ATP 250      | 583 585 $    | Gazon (ext.) | Marcel Granollers Serhiy Stakhovsky                 | Miguel Ángel Reyes-Varela | 610-7, 6-4, [13-11] | Parcours |
| 3  | 24-02-2020 | Chile Dove Men+Care Open Santiago                    | ATP 250      | 604 010 $    | Terre (ext.) | Roberto Carballés Baena Alejandro Davidovich Fokina | Jonny O'Mara              | 7-63, 6-1           | Parcours |
| 4  | 21-02-2022 | Abierto Mexicano Telcel presentado por HSBC Acapulco | ATP 500      | 1 678 065 $  | Dur (ext.)   | Feliciano López Stéfanos Tsitsipás                  | Jean-Julien Rojer         | 7-5, 6-4            | Parcours |
| 5  | 08-05-2024 | Internazionali BNL d'Italia Rome                     | Masters 1000 | 7 877 020 €  | Terre (ext.) | Marcel Granollers Horacio Zeballos                  | Mate Pavić                | 6-2, 6-2            | Parcours |
| 6  | 10-11-2024 | Nitto ATP Finals Turin                               | Masters      | 15 250 000 $ | Dur (int.)   | Kevin Krawietz Tim Pütz                             | Mate Pavić                | 7-65, 7-66          | Parcours |

### Finale en double mixte
| No | Date       | Nom et lieu du tournoi | Catégorie | Dotation     | Surface    | Vainqueurs                     | Partenaire     | Score    |          |
| -- | ---------- | ---------------------- | --------- | ------------ | ---------- | ------------------------------ | -------------- | -------- | -------- |
| 1  | 30-08-2021 | US Open New York       | G. Chelem | 57 462 000 $ | Dur (ext.) | Desirae Krawczyk Joe Salisbury | Giuliana Olmos | 7-5, 6-2 | Parcours |

## Parcours dans les tournois duGrand Chelem

### En simple
N'a jamais participé à un tableau final

### En double messieurs
| Année | Open d'Australie                                                                           | Open d'Australie                                                                     | Internationaux de France                                                          | Internationaux de France                                                             | Wimbledon                                                                             | Wimbledon | US Open | US Open |
| ----- | ------------------------------------------------------------------------------------------ | ------------------------------------------------------------------------------------ | --------------------------------------------------------------------------------- | ------------------------------------------------------------------------------------ | ------------------------------------------------------------------------------------- | --------- | ------- | ------- |
| 2016  | —                                                                                          | —                                                                                    | —                                                                                 | —                                                                                    | 1er tour (1/32) R. Maytín \|\| style="text-align:left;" \| K. Kravchuk D. Molchanov   | —         | —       |         |
|       |                                                                                            |                                                                                      |                                                                                   |                                                                                      |                                                                                       |           |         |         |
| 2018  | —                                                                                          | —                                                                                    | 1/8 de finale J. Cerretani \|\| style="text-align:left;" \| O. Marach Mate Pavić  | 2e tour (1/16) H. Podlipnik \|\| style="text-align:left;" \| R. Klaasen M. Venus     | 1er tour (1/32) Reyes-Varela \|\| style="text-align:left;" \| H. Kontinen John Peers  |           |         |         |
| 2019  | 2e tour (1/16) J. Cerretani \|\| style="text-align:left;" \| Blake Ellis A. Popyrin        | 1er tour (1/32) Reyes-Varela \|\| style="text-align:left;" \| R. Haase F. Nielsen    | 2e tour (1/16) Reyes-Varela \|\| style="text-align:left;" \| Bob Bryan Mike Bryan | 1/8 de finale Jonny O'Mara \|\| style="text-align:left;" \| K. Krawietz Andreas Mies |                                                                                       |           |         |         |
| 2020  | 1/4 de finale Jonny O'Mara \|\| style="text-align:left;" \| Ivan Dodig Filip Polášek       | 2e tour (1/16) Jonny O'Mara \|\| style="text-align:left;" \| J.-J. Rojer Horia Tecău | Annulé                                                                            | Annulé                                                                               | 1er tour (1/16) Jonny O'Mara \|\| style="text-align:left;" \| J.-J. Rojer Horia Tecău |           |         |         |
| 2021  | 1/4 de finale M. Middelkoop \|\| style="text-align:left;" \| Jamie Murray Bruno Soares     | 1/8 de finale M. Middelkoop \|\| Forfait                                             | —                                                                                 | —                                                                                    | 1er tour (1/32) M. Middelkoop \|\| style="text-align:left;" \| S. Johnson Sam Querrey |           |         |         |
| 2022  | 1er tour (1/32) J.-J. Rojer \|\| style="text-align:left;" \| R. Haase B. van de Zandschulp | Victoire J.-J. Rojer                                                                 | I. Dodig A. Krajicek                                                              | 1er tour (1/32) J.-J. Rojer \|\| style="text-align:left;" \| D. Kudla J. Sock        | 1/2 finale J.-J. Rojer \|\| style="text-align:left;" \| W. Koolhof N. Skupski         |           |         |         |
| 2023  | 1/4 de finale J.-J. Rojer \|\| style="text-align:left;" \| J. Chardy F. Martin             | 1/4 de finale J.-J. Rojer \|\| style="text-align:left;" \| M. Middelkoop A. Mies     | 2e tour (1/16) J.-J. Rojer \|\| style="text-align:left;" \| N. Lammons J. Withrow | 1/8 de finale J.-J. Rojer \|\| style="text-align:left;" \| R. Galloway A. Olivetti   |                                                                                       |           |         |         |
| 2024  | 1/8 de finale M. Pavić \|\| style="text-align:left;" \| K. Krawietz T. Pütz                | Victoire M. Pavić                                                                    | S. Bolelli A. Vavassori                                                           | 1/4 de finale M. Pavić \|\| style="text-align:left;" \| H. Heliövaara H. Patten      | 1/2 finale M. Pavić \|\| style="text-align:left;" \| K. Krawietz T. Pütz              |           |         |         |
| 2025  | 1/4 de finale M. Pavić \|\| style="text-align:left;" \| A. Göransson S. Verbeek            | 1/8 de finale M. Pavić \|\| style="text-align:left;" \| H. Nys É. Roger-Vasselin     | 1/2 finale M. Pavić \|\| style="text-align:left;" \| R. Hijikata David Pel        |                                                                                      |                                                                                       |           |         |         |

N.B. : le nom du partenaire se trouve sous le résultat ; les noms des ultimes adversaires se trouvent à droite.

### En double mixte
| Année | Open d'Australie                                                                         | Open d'Australie                                                                           | Internationaux de France                                                            | Internationaux de France                                                                | Wimbledon | Wimbledon | US Open         | US Open                  |
| ----- | ---------------------------------------------------------------------------------------- | ------------------------------------------------------------------------------------------ | ----------------------------------------------------------------------------------- | --------------------------------------------------------------------------------------- | --------- | --------- | --------------- | ------------------------ |
| 2021  | —                                                                                        | —                                                                                          | —                                                                                   | —                                                                                       | —         | —         | Finale G. Olmos | D. Krawczyk J. Salisbury |
| 2022  | 2e tour (1/8) G. Olmos \|\| style="text-align:left;" \| L. Hradecká G. Escobar           | 1er tour (1/16) G. Olmos \|\| style="text-align:left;" \| N. Melichar-Martinez K. Krawietz | 1er tour (1/16) G. Olmos \|\| style="text-align:left;" \| A. Barnett J. O'Mara      | 1er tour (1/16) G. Olmos \|\| style="text-align:left;" \| K. Flipkens É. Roger-Vasselin |           |           |                 |                          |
| 2023  | 2e tour (1/8) G. Olmos \|\| style="text-align:left;" \| J. Ostapenko D. Vega Hernández   | 1/4 de finale M. Kostyuk \|\| style="text-align:left;" \| B. Andreescu M. Venus            | 1/4 de finale M. Kostyuk \|\| style="text-align:left;" \| A. Sutjiadi M. Middelkoop | 2e tour (1/8) H. Su-wei \|\| style="text-align:left;" \| E. Shibahara M. Pavić          |           |           |                 |                          |
| 2024  | 1er tour (1/16) B. Mattek-Sands \|\| style="text-align:left;" \| E. Shibahara J. Vliegen | 1/4 de finale Zhang S. \|\| style="text-align:left;" \| D. Krawczyk N. Skupski             | 1er tour (1/16) Zhang S. \|\| style="text-align:left;" \| Rajeev Ram K. Volynets    | 1er tour (1/16) Zhang S. \|\| style="text-align:left;" \| C. Bucșa J. Vliegen           |           |           |                 |                          |
| 2025  | 2e tour (1/8) T. Babos \|\| style="text-align:left;" \| O. Gadecki J. Peers              | 1/2 finale Zhang S. \|\| style="text-align:left;" \| S. Errani A. Vavassori                | 1/2 finale Zhang S. \|\| style="text-align:left;" \| L. Stefani J. Salisbury        | —                                                                                       | —         |           |                 |                          |

N.B. : le nom de la partenaire se trouve sous le résultat ; les noms des ultimes adversaires se trouvent à droite.

## Participation auMasters

### En double
| Année | Ville | Surface    | Partenaire        | Résultats | Résultat final    |
| ----- | ----- | ---------- | ----------------- | --------- | ----------------- |
| 2022  | Turin | Dur (int.) | Jean-Julien Rojer | 1v, 2d    | Éliminé en poules |
| 2024  | Turin | Dur (int.) | Mate Pavić        | 3v, 2d    | Finaliste         |

## Classements ATP en fin de saison
| Année          | 2007 | 2008 | 2009 | 2010 | 2011 | 2012 | 2013 | 2014 | 2015 | 2016 | 2017 | 2018 | 2019 | 2020 | 2021 | 2022 | 2023 | 2024 |
| Rang en simple | 1461 | –    | 462  | 1011 | 650  | 398  | 426  | 319  | 321  | 176  | 184  | 238  | 356  | 445  | 660  | –    | –    | –    |
| Rang en double | 1325 | –    | 619  | 873  | 633  | 397  | 215  | 323  | 190  | 119  | 110  | 54   | 71   | 52   | 31   | 6    | 19   | 1    |

Source : (en) Classements de Marcelo Arévalo sur le site officiel de la Fédération internationale de tennis